# WWE Fastlane (2017)
WWE Fastlane 2017 war eine Wrestling-Veranstaltung der WWE, die als Pay-per-View und auf dem WWE Network ausgestrahlt wurde. Sie fand am 5. März 2017 im BMO Harris Bradley Center in Milwaukee, Wisconsin, Vereinigte Staaten statt. Es war die dritte Austragung von Fastlane seit 2015, erstmals fand die Veranstaltung im März und im US-Bundesstaat Wisconsin statt.

## Hintergrund
Im Vorfeld der Veranstaltung wurden acht Matches angesetzt, davon eines für die Pre-Show. Diese resultierten aus den Storylines, die in den Wochen vor Fastlane bei Raw, einer der wöchentlichen Shows der WWE, gezeigt wurden. Zwei weitere Matches fanden unangekündigt statt. Als Hauptkampf wurde ein Match um die WWE Universal Championship zwischen dem Titelträger Kevin Owens und seinem Herausforderer Goldberg angesetzt.

## Ergebnisse
| Matchart                                            |                                  |      |                               | Zeit  |
| --------------------------------------------------- | -------------------------------- | ---- | ----------------------------- | ----- |
| Tag-Team-Match (Pre-Show-Match)                     | Akira Tozawa & Rich Swann        | bes. | Noam Dar & The Brian Kendrick | 09:30 |
| Singles-Match                                       | Samoa Joe                        | bes. | Sami Zayn                     | 09:44 |
| Tag-Team-Match um die WWE Raw Tag Team Championship | Karl Anderson & Luke Gallows (C) | bes. | Big Cass & Enzo Amore         | 08:37 |
| Singles-Match                                       | Sasha Banks                      | bes. | Nia Jax                       | 08:20 |
| Singles-Match                                       | Cesaro                           | bes. | Jinder Mahal                  | 08:03 |
| Singles-Match                                       | Big Show                         | bes. | Rusev                         | 08:40 |
| Singles-Match um die WWE Cruiserweight Championship | Neville (C)                      | bes. | Jack Gallagher                | 12:10 |
| Singles-Match                                       | Roman Reigns                     | bes. | Braun Strowman                | 17:20 |
| Singles-Match um die WWE Raw Women’s Championship   | Bayley (C)                       | bes. | Charlotte Flair               | 16:55 |
| Singles-Match um die WWE Universal Championship     | Goldberg                         | bes. | Kevin Owens (C)               | 00:21 |